# سیارک ۱۱۱۵۶
سیارک ۱۱۱۵۶ (به انگلیسی: 11156 Al-Khwarismi، نامگذاری:1997YP14) یازده هزار و صد و پنجاه و ششمین سیارک کشف شده‌است که در ۳۱ دسامبر ۱۹۹۷ کشف شد.
قدر مطلق سیارک برابر ۱۴٫۰۰ است.